# 태조실록
《태조강헌대왕실록》(太祖康獻大王實錄)은 조선 태조 원년(1392년)부터 태조 7년(1398년)까지의 역사를 기록한 책으로, 조선왕조실록의 한 부분이다. 편년체로 쓰여져 있다.

## 편찬 경위
태종 8년(1408년)에 태조가 승하하였고, 1409년 8월 28일에 태종이 춘추관 관원에게 명하여 《태조실록》을 편찬케 하였다. 이때 춘추관 기사관(記事官) 송포(宋褒) 등이, 당대의 기록을 당대의 인물이 정리한 전례가 없고, 후세에 의심받을 수 있다는 점을 이유로 들어, 실록 편수를 철회해야 한다는 상소를 올렸다. 태종은 《춘추》도 당대의 기록이라는 점을 들어 이를 반박하고, 이후 일주일 동안 예조 등에서 이 문제를 제기했으나, 철회를 허락하지 않았고, 1413년 3월에 총 15권으로 완성하였다.
이후에 실록의 기록이 번잡하고, 중복 기사가 많다는 등의 이유로 세종 20년(1438년) 9월에 다시 개수하여, 1442년 9월에 마쳤다. 이후 세종 30년(1448년)에 정인지가 증수 하여, 문종 원년(1451년)에 약간 개수하여 지금까지 내려오고 있다.

## 내용
《태조실록》에는 태조의 재위기간(기록) 이외에도, 가계나 고려말의 약사, 태조의 활동 등이 있으며, 편년체로 기술된 부분은 1392년 7월 17일에 태조가 조선개국 이후부터의 기록이다. 이후 1398년 9월 5일에 정종에게 양위 하였지만, 정종 원년(1399년) 이전의 기록은 여기에 수록하였다.

## 같이 보기
- 조선 태조
- 조선왕조실록